# Narodna vlada Slovenije
Narodna vlada Slovenije (znana tudi pod historiografskim nazivom Ajdovska vlada) je bila druga slovenska vlada, ustanovljena v Ajdovščini 5. maja 1945 na slavnostni seji Slovenskega narodnoosvobodilnega sveta (SNOS). Za njenega predsednika je bil imenovan Boris Kidrič. Vlado je ustanovila jugoslovanska in slovenska revolucionarna elita, čeprav so bili v njej tudi posamezni ministri iz meščanskih strank.
Z ustanovitvijo Narodne vlade je bila posredno razglašena tudi slovenska država, ki je sicer nastajala že med drugo svetovno vojno. Zato velja razglasitev Narodne vlade tudi za razglasitev Socialistične republike Slovenije, sicer v okviru druge Jugoslavije, ki se je ob nastopu Narodne vlade še imenovala Demokratična federativna Jugoslavija.
Ozemlje, na katerem ja bila razglašena Narodna vlada, je bilo v trenutku razglasitve formalno še vedno pod Italijo, vendar je z razglasitvijo nova oblast jasno izrazila svoje zahteve po priključitvi Primorske jugoslovanski državi.

## Sestava
- predsednik vlade: Boris Kidrič
- podpredsednik vlade: Marijan Brecelj
- ministrica za socialno politiko: Vida Tomšič
- minister za promet: Franc Snoj (SLS)
- minister za notranje zadeve: Zoran Polič
- minister za pravosodje: Jože Pokorn
- minister za kulturo: Ferdo Kozak
- minister za finance: Aleš Bebler
- minister za industrijo in rudarstvo: Franc Leskošek
- minister za kmetijstvo: Janez Hribar,
- minister za gozdarstvo in lesno industrijo: Tone Fajfar (krščanski socialisti)
- minister za zdravstvo: Marjan Ahčin
- minister za trgovino in preskrbo Lado Vavpetič
- minister za gradnje Miha Kambič

## Zaobljuba
Zakon o ustanovitvi narodne vlade je od članov vlade zahteval zaobljubo, da bodo delali narodu v korist. Vsak minister se je zaobljubil: da bo zvesto in neumorno služil svojemu narodu, da bo izpolnjeval vse svoje dolžnosti vestno in predano, da bo nadvse čuval in branil svobodo in neodvisnost, bratstvo in enotnost vseh narodov Jugoslavije, kakor tudi vse pridobitve narodnoosvobodilnega boja ter storil vse za napredek federalne Slovenije in Demokratične federativne Jugoslavije.